# Praia da Baixa da Areia
A Praia da Baixa da Areia, ou Zona Balnear da Baixa D'Areia, é uma praia portuguesa, localizada na freguesia de Água de Pau, próxima à zona da Caloura, município de Lagoa, açoriana de São Miguel.
Esta praia apresenta-se com areia muito fina e com cerca de 100 metros de extensão de areal.
Na sua proximidade existem várias outras praias de vários tamanhos separadas por pequenos promontórios e por outras reentrâncias da costa.
Situa-se no centro de um conjunto de caminhos de acesso a terras de cultivo.